# Molí d'en Busquets
El Molí d'en Busquets és un molí del municipi de Castellar del Vallès (Vallès Occidental) inclosa en l'Inventari del Patrimoni Arquitectònic de Catalunya.

## Descripció
És una edificació industrial que donada la continuïtat d'ús ha sofert modificacions i ampliacions respecte al projecte original. Entre el conjunt de naus disposades desordenadament resten encara en ús edificacions del segle xix. Aquestes segueixen el tipus arquitectònic freqüent en els molins que s'arrengleren als marges del riu Ripoll. Es tracta d'una senzilla nau de planta rectangular i teulada a dues vessants, amb una alçada de dos pisos; els murs presenten una distribució simètrica destacant el gran nombre de finestres. Moltes de les naus es disposen adossades, en sentit paral·lel o perpendicular. L'aparell emprat és el totxo, essent el mur arrebossat.
La base de la xemeneia del molí d'en Busquets la forma un cos de planta quadrada, sobre aquest s'inscriu la xemeneia que presenta una forma prismàtica amb 8 cares, essent el cos de proporcions esveltes. L'aparell emprat és el totxo vist, que s'utilitza també com a element decoratiu en forma de motllures. De la xemeneia i del conjunt de la fàbrica es conserven fotografies del 1895 (Vergés i Vernís, P. Topografia mèdica de Castellar).

## Història
En el lloc de l'actual molí existí un mas anomenat Astafort, establert l'any 1478 per Joan Astafort. Posteriorment passà a ésser propietat de la masia de Can Carner, que temps després el varen vendre a Francesc Déu. Al voltant construí el moli que després vengué al paraire terrassenc Valentí Busquets que continuà amb l'activitat drapera del molí. Pau Busquets i Barata, possible successor de l'anterior construí una capella que fou dedicada a Sant Pau, avui desapareguda. Aquesta capella, segons descripcions del segle xix, posseïa un gran quadre dedicat a Sant Pau, així com altres petits quadres a l'oli. A finals del segle xix, el Dr. Josep Tolrà feu les instal·lacions cotoneres al molí de Can Barba i també en aquest molí, que passà a formar part del patrimoni de l'empresa Vda. De J. Tolrà. Les velles instal·lacions foren ampliades i modernitzades, continuant avui dia en ús.
El molí pren el nom de Valentí Busquets, un paraire terrassenc que al començament del segle xviii va fer una instal·lació drapera en un molí que segurament ja existia i del qual es desconeix el nom. Pel març de 1799 els barons de Castellar donaren permís a Pau Busquets –segurament descendent de Valentí– per afegir-hi un molí draper. Cap al final del segle xix, Josep Tolrà hi posà nova maquinària cotonera, simultàniament a la que posà al molí de Can Barba. Consta que l'any 1895 al molí d'en Busquets hi havia cent telers de cotó i s'hi feien tints i acabats. Aquestes instal·lacions continuen en funcionament.